# Angelo Ephrikian
Angelo Ephrikian (armeno: Անջելո Էֆրիկյան) (Treviso, 20 ottobre 1913 – Roma, 30 ottobre 1982) è stato un violinista, direttore d'orchestra e compositore italiano.

## Biografia
Nacque a Treviso il 20 ottobre 1913 da Akop, profugo armeno giunto a Venezia bambino, e Laura Zasso, veneziana. Studiò musica (violino e composizione) contemporaneamente agli studi classici e universitari (giurisprudenza).
Assieme alla moglie, come lui iscritta al Pci, aderì alla Resistenza.
Ebbe un ruolo importante nella riscoperta delle opere di Vivaldi, fondando nel 1947, con Antonio Fanna, L'Istituto Italiano Antonio Vivaldi. Si dedicò alla direzione d'orchestra, occupandosi prevalentemente della musica strumentale italiana del XVIII secolo. Nel 1948 fondò, per poi dirigerla per alcuni anni, l'Orchestra della Scuola Veneziana, che fu la prima orchestra italiana da camera del dopoguerra.
Dal febbraio del 1958 fu direttore dell'Orchestra AIDEM di Firenze.
Nella sua attività di compositore rientra anche la colonna sonora del film documentario "Venezia una proposta" (1970), di Giovanni Wieser-Benedetti.
Nel 1979 viene nominato direttore dell'orchestra stabile dell'Angelicum di Milano, fino al 1982.

## Vita privata
Dal matrimonio con Bruna Grossi, milanese, ebbe due figli: Laura, che è stata una delle prime annunciatrici Rai (le cosiddette signorine buonasera), poi attrice e moglie di Gianni Morandi; e Gianclaudio, detto Gianni, che percorre itinerari musicali che vanno dalla composizione all'arrangiamento di vecchie melodie e colonne sonore, oltre a essere stato fotografo e pubblicista.